# Уз-Донг-Жу
«Уз-Донг-Жу» — узбекистанский футбольный клуб из города Андижан. Учредитель — узбекско-корейское СП «Уз-Донг-Жу Пэинт Ко».

## История
Клуб был основан в 2004 году и сразу начал выступать во Второй лиге чемпионата Узбекистана. В 2005 году «Уз-Донг-Жу» стал 2-м в своей группе Второй лиги и тем самым пробился в Первую лигу.
В сезое-2007 клуб финишировал 2-м в турнире и завоевал путёвку в Высшую лигу. Однако в 2008 году он занял последнее, 16-е место в Высшей лиге и выбыл обратно в Первую лигу.
Но перед стартом сезона-2009 из-за финансовых проблем «Уз-Донг-Жу» отказался от участия в первенстве и Кубке Узбекистана. В 2013 году клуб вернулся во Вторую лигу, а затем ещё 4 сезона (2014-2017) провёл в Первой лиге.

## Достижения
16-е место в Высшей лиге (2008).
 Серебряный призёр Первой лиги (2007).
1/8 финала Кубка Узбекистана — 3 раза (2007, 2008, 2016).